# An Advertisement Answered
An Advertisement Answered è un cortometraggio muto del 1910 diretto da Tom Ricketts. Prodotto e distribuito dalla Essanay Film Manufacturing Company, aveva come interprete principale J. Warren Kerrigan.

## Trama
Robert Earl è un giovane agricoltore, scapolo, di bell'aspetto, benestante. Potrebbe sembrare una persona felice, ma in realtà il giovanotto risente della solitudine in cui si trova e, un giorno, decide di porvi rimedio ricorrendo a un annuncio sul giornale. Un paio di giorni dopo, Robert riceve almeno una dozzina di lettere di aspiranti mogli. Non sapendo che pesci prendere, finisce di scrivere la stessa lettera indirizzata a ognuna di loro. Poi, mescolando le missive, ne sceglie una a caso, per quella che dovrà diventare sua moglie. Chiama uno dei lavoranti e gli affida il compito di andare a portare la busta scelta alla posta. L'incaricato, però, non capisce bene quale sia la lettera da spedire e, così, le spedisce tutte. Quando Robert si reca alla stazione per ricevere la prescelta, vede scendere dal treno un nutrito gruppo di spasimanti, che si precipitano tutte su di lui, decise ognuna per proprio conto a far valere il proprio diritto. Robert scappa via, inseguito dal gruppo che lo insegue per prati, frutteti, boschi. Si rifugia finalmente in casa, ma viene stanato. Arrampicato su un albero, viene buttato giù, cadendo in mezzo alle aspiranti spose. In mezzo a quelle furie, Robert vede un dolce faccino timido con gli occhi sognanti. Aiutato dai suoi braccianti che tengono a bada la banda di donne, Robert prende la ragazza, avendo deciso che quella sarà sua moglie. Due anni più tardi, la casa solitaria del giovane agricoltore è diventata il nido di una famigliola felice, rallegrata dalla nascita di un bambino.

## Produzione
Il film fu prodotto dalla Essanay Film Manufacturing Company.

## Distribuzione
Distribuito negli Stati Uniti dalla Essanay, il film - un cortometraggio di una bobina - uscì nelle sale cinematografiche il 13 luglio 1910.